# Erythropterus kochi
Erythropterus kochi är en skalbaggsart som beskrevs av Clarke 2007. Erythropterus kochi ingår i släktet Erythropterus och familjen långhorningar. Inga underarter finns listade i Catalogue of Life.